# Vicent Belda i Vicedo
Vicent Belda i Vicedo (Alfafara, 12 de setembre de 1954) va ser un ciclista valencià que fou professional entre 1978 i 1988. Durant la seva carrera professional aconseguí nombroses victòries, sobretot en etapes de muntanya, de les quals era un gran especialista. Va guanyar la Volta a Catalunya de 1979. El 1981 quedà tercer de la Volta a Espanya, per darrere de Giovanni Battaglin i Pere Muñoz.
En retirar-se del ciclisme professional va continuar lligat al món de la bicicleta, convertint-se en el director esportiu de l'equip Kelme fins a la seva desaparició el 2006, en aquells moments amb el nom de Comunitat Valenciana. Aquell mateix any passà a ser assessor de l'equip Fuerteventura-Canarias Team.

## Palmarès
- 1978
  - 1r de la Volta a Cantàbria i vencedor de 2 etapes
  - Vencedor d'una etapa de la Volta a Espanya
- 1979
  -  1r a la Volta a Catalunya
  - 1r de la Volta a la Regió de València i vencedor d'una etapa
  - Vencedor d'una etapa de la Volta a Andalusia
- 1980
  - Vencedor d'una etapa de la Volta a Euskadi
- 1981
  - Vencedor d'una etapa de la Volta a Espanya
  - Vencedor d'una etapa de la Volta a Catalunya
- 1982
  - 1r de la Clàssica de los Puertos
  - Vencedor d'una etapa de la Volta a la Rioja
  - Vencedor d'una etapa del Giro d'Itàlia
- 1983
  - 1r de la Pujada al Naranco
  - Vencedor d'una etapa de la Volta a Euskadi
- 1984
  - 1r de la Volta a Galícia i vencedor d'una etapa
  - 1r de la Pujada al Naranco
  - 1r de la Pujada a Urkiola
- 1985
  - 1r de l'Escalada a Montjuïc
  - Vencedor de 2 etapes de la Volta a Colòmbia
- 1986
  - 1r de l'Escalada a Montjuïc
- 1987
  - 1r de la Setmana Catalana de Ciclisme

### Resultats a la Volta a Espanya
- 1978. 21è de la classificació general. Vencedor d'una etapa
- 1979. 17è de la classificació general
- 1980. 10è de la classificació general
- 1981. 3r de la classificació general. Vencedor d'una etapa
- 1982. 18è de la classificació general
- 1983. 9è de la classificació general
- 1984. 8è de la classificació general
- 1985. 18è de la classificació general
- 1986. 30è de la classificació general
- 1987. 6è de la classificació general
- 1988. 68è de la classificació general

### Resultats al Tour de França
- 1980. 20è de la classificació general
- 1981. 38è de la classificació general
- 1988. 75è de la classificació general

### Resultats al Giro d'Itàlia
- 1982. Abandona a la 21a etapa. Vencedor d'una etapa